# Qila Disar Singh
Qila Disar Singh é uma cidade do Paquistão localizada na província de Punjab. Possui cerca de 50.022 habitantes.